# Накашидзе, Михаил Александрович (предприниматель)
Накаши́дзе, Михаил Александрович (27 августа 1873 года, Москва — 25 августа 1906 года, Санкт-Петербург) — князь Российской империи, штабс-ротмистр Гродненского гусарского лейб-гвардии полка, предприниматель. Выходец из старинного грузинского княжеского рода Накашидзе, сын генерала от кавалерии Александра Давидовича Накашидзе (1837—1905). В чине казачьего подъесаула принимал участие в Русско-японской войне 1904—1905 годов, куда отправился добровольцем.
В 1904—1906 годах организовал постройку первого русского бронеавтомобиля, известного как «Накашидзе-Шаррон». Бронеавтомобиль был построен французской фирмой «Шаррон, Жирардо э Вуа» (фр. Charron, Girardot et Voigt), директором броневого отдела которой в 1903—1906 годах являлся князь Накашидзе. В период с 1905 по 1908 год на фирме «Charron, Girardot et Voigt» по заказу российского Военного ведомства было построено несколько бронеавтомобилей данного типа, часть из которых была доставлена в Россию.
Погиб в результате взрыва на Аптекарском острове — организованного эсерами-максималистами покушения на премьер-министра России Петра Столыпина 25 августа 1906 года.

## Биография

### Ранние годы
Михаил Александрович Накашидзе родился в 1873 году в Москве. Происходил из древнего грузинского княжеского рода Накашидзе, который после присоединения Грузии к России вошёл в число княжеских родов Российской Империи. Отец, Александр Давидович Накашидзе (1837—1905), в рядах Русской Императорской армии сражался в Кавказской и Крымской войнах, а также на Дагестанском ТВД Русско-турецкой войны 1877—1878 годов, и дослужился до чина генерала от кавалерии.
О детстве и юности Михаила Накашидзе сведения крайне скупы, однако можно предположить, что он, продолжив родовую традицию, получил военное образование. В 1893 году он окончил Пажеский корпус и поступил сначала на гражданскую службу коллежским секретарём, а затем на военную — в 43-й Тверской драгунский и лейб-гвардии Гродненский гусарский полки. При этом молодой офицер проявлял большой интерес к автомобилям — технике по тем временам «ультрасовременной». Итогом этого интереса стал выход в 1902 году книги Михаила Александровича Накашидзе «Автомобиль, его экономическое и стратегическое значение для России». В своей работе князь в самых радужных красках описывал блестящее будущее автомобилизированной страны и её армии: 

Самую большую услугу в России автомобиль, конечно, окажет Военному ведомству [...] он будет способствовать мобилизированию войск и подвозу припасов в местностях, где мало железных дорог и подъездных путей и даже упомянули о Кавказе, наиболее нуждающемся в этом отношении. Но взглянем шире, посмотрев на Восток нашей великой родины, где в особенности заметно отсутствие удобных путей сообщения и, наоборот, всюду прекрасные грунтовые дороги. Взглянем на Закаспийскую область, на Туркестанский край, Сибирь и, наконец, только что занятую Манчжурию. Вот где именно только и не достает автомобилей. Ровная, как скатерть, Средняя Азия будет служить удобнейшей ареною для этого рода повозок [...]. Огромную услугу оказали бы автомобили для почтового сообщения на Памирах, хотя бы даже между некоторыми пунктами, что значительно бы ускорило сообщение между Ферганским и Памирским постом, хотя бы в летние месяцы. Почему же нельзя предположить, что для горных мест не будут выработаны вьючные автомобили, ведь разбираются же конно-горные орудия; что же тут невозможного? Таким образом, автомобиль и в военном отношении будет, несомненно, иметь широкое применение для целей нашей армии и сослужит и в этом отношении для России великую службу – в этом сомневаться невозможно.
 Известный акцент делался на родной для клана Накашидзе Закавказский регион. К примеру, одна из рецензий на книгу звучала следующим образом: 

Автор подробно объясняет, в какой степени страдает в экономическом отношении Кавказ от примитивных способов передвижения по шоссейным дорогам, и, как военный, обращает также внимание на затруднения, которые встречают повсеместно войска на Кавказе в вопросах довольствия и быстрого передвижения.— Альманах «Исторический Вестник», № 2, 1902

Автомобили «Интернациональ-14 л.с.» (два автомобиля в центре) во дворе фирмы Grand Garage International d’Automobiles. Варшава, 1903 год.

Причём эпистолярным творчеством интересы князя отнюдь не ограничивались. Выраженный талант предпринимателя позволил Накашидзе успешно совмещать военную карьеру с сугубо гражданской коммерческой деятельностью — в 1902 году князь основал на паях с известным автомобилистом графом Потоцким и полковником Головиным Варшавское товарищество эксплуатации автомобилей Grand Garage International d’Automobiles (в переводе с фр. — «Большой международный гараж автомобилей»), получившее ограниченную известность под именем «Интернациональ». Главным направлением деятельности «Интернационаля» стала торговля импортными автомобилями, преимущественно — французскими: Mutel, Panhard-Levassor, De Dion-Bouton, Georges Richard и Mors. Вместе с тем, фирма пыталась наладить и собственное производство. В частности, осенью 1903 года российская пресса упоминала об автомобиле «Интернациональ» с 14-сильным мотором (способным, впрочем, развивать и 20 л.с.). При этом указывалось, что варшавская фирма использовала агрегаты французской компании «Мютель» (Mutel), а также некоторые запчасти собственного изготовления. В других источниках встречаются данные, в соответствии с которыми в 1902—1904 годах мастерская «Интернациональ» построила несколько легковых автомобилей и автобусов с двигателями Mutel.
Накашидзе лично занимался развитием сети партнёров — в частности, в 1903 году он наладил торговые отношения с ещё одной французской автомобилестроительной фирмой Charron, Girardot & Voigt. Помимо чисто автомобильной продукции, эта фирма, основанная лишь двумя годами ранее, в 1902 году построила экспериментальный бронеавтомобиль Charron 50CV — один из первых в мире образцов бронетехники. В июле 1903 года эта машина, получившая обозначение Automitrailleuse (в буквальном переводе с фр. — «автопулемёт») испытывалась в Шалонском лагере французской армии. По-видимому, именно на этот период пришлись основные контакты фирмы «Шаррон» и князя Накашидзе, в результате которых последний стал директором отдела броневых автомобилей Charron, Girardot & Voigt. Наконец, весьма деятельный Накашидзе также участвовал в организации омнибусного сообщения в Царстве Польском, сотрудничая с варшавскими экипажно-кузовными фирмами Rentel и Romanowski.
Словом, дела шли успешно и вскоре Накашидзе принял для себя решение серьёзно заняться автомобилестроением и выйти в отставку. Планы его, однако, нарушила разыгравшаяся в 1904-м Русско-японская война.

### Русско-японская война
В начале 1904 года дотоле вяло тлевший конфликт интересов на Дальнем Востоке разгорелись в полноценную войну между Российской империей и Японией. В ночь на 27 января (9 февраля) 1904 года, до официального объявления войны, японские миноносцы выпустили торпеды по кораблям русского флота, стоявшим на внешнем рейде Порт-Артура. В тот же день японская эскадра блокировала находившиеся в корейском порту Чемульпо бронепалубный крейсер «Варяг» и канонерскую лодку «Кореец». Попытка прорыва не удалась, и получившие тяжёлые повреждения русские корабли были уничтожены.
Через некоторое время за боевыми действиями на море последовала и война на суше — 18 апреля (1 мая) началось вторжение японских войск в Маньчжурию. Князь Михаил Накашидзе подал рапорт о переводе в действующую армию и 3 мая 1904 года был переведен в 9-й Сибирский казачий полк, с переименованием в подъесаулы, где принял под команду отряд казаков-разведчиков. За боевые подвиги князь Накашидзе был награждён орденами Св. Станислава 3-й степени с мечами и бантом и Св. Анны 4-й степени с надписью «За храбрость».
Что же до фирмы «Интернациональ», то её управление перешло к другим собственникам. Однако Накашидзе, несмотря на фронтовую службу, продолжал оставаться в контакте со своим основным партнёром во Франции — фирмой Charron. В том же 1904 году Накашидзе, учтя опыт боевых действий в Маньчжурии, в инициативном порядке связался с фирмой Charron и согласовал постройку нового пулемётного бронеавтомобиля для Русской армии. Немаловажным является тот факт, что фирма, представителем которой являлся князь, на тот момент была единственной в Европе (если не в мире), имевшей реальный опыт постройки бронеавтомобилей. Конструкция машины в целом была разработана инженерами «Шаррона», хотя Накашидзе, как директор броневого отдела фирмы, внёс в проект ряд изменений и доработок. Прежде, чем представить проект броневика в Военное ведомство, рассудительный князь заручился поддержкой командующего 1-й Маньчжурской армии генерала Николая Линевича, которому понравилась идея оснащения армии «неуязвимыми пулемётными автомобилями». Протекция прославленного генерала и энергичность Накашидзе принесли результат — инициатива князя была одобрена, правда, на условиях софинансирования. Броневик строился фирмой «на свой страх и риск», причем Военное ведомство не гарантировало его приобретения. По договорённости, оно оплачивало только провоз бронеавтомобиля и приглашение механика фирмы «Шаррон», который должен был осуществлять техническое обслуживание машины. Накашидзе планировал перебросить бронеавтомобиль в Маньчжурию и опробовать машину в бою, причём обязанности шофёра он брал на себя.
После улаживания всех формальностей и согласования всех деталей Накашидзе отбыл из Маньчжурии на другой конец империи — в Варшаву, где на станции Александрово Варшавско-Венской железной дороги должен был встретить заказанный бронеавтомобиль.

### «Накашидзе-Шаррон»

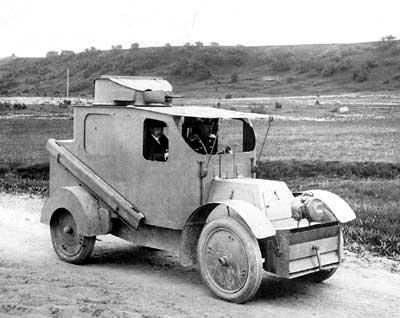
Бронеавтомобиль «Накашидзе-Шаррон» на испытаниях. 1906 год.

Тем временем, пока опытный образец броневика фирмы «Шаррон» добирался до России (а князь Накашидзе — до Варшавы) Российская империя, потерпев поражение под Цусимой и сдав Порт-Артур, была вынуждена заключить неприятный Портсмутский мир с Японией. В связи с этим штаб Верховного Главнокомандующего отказался от доставки броневика в Маньчжурию и предложил Генштабу провести испытания машины в Санкт-Петербурге. Князя Накашидзе такое решение застало врасплох, поскольку он, будучи уверен в успехе, уже организовал постройку на фирме Charron не одного, а сразу шести броневиков. Накашидзе предпринял попытку получить разрешение о беспошлинном ввозе в Россию остальных пяти бронеавтомобилей для совместных испытаний, причём все транспортные расходы князь брал на себя и гарантировал, что «если Военное Ведомство не пожелает их приобрести, они немедленно будут отправлены мною обратно во Францию». Военные, однако, решили приобрести лишь один «мотор» для испытаний.
В марте 1906 года броневик был доставлен наконец в Санкт-Петербург. 16 июня 1906 года подъесаул 9-го Сибирского казачьего полка князь Михаил Накашидзе оставил военную службу и был зачислен в запас гвардейской кавалерии по Петербургскому уезду, с переименованием в поручики.
По прибытии в Российскую империю бронеавтомобиль, получивший название «Накашидзе-Шаррон», был подвергнут масштабным испытаниям. В частности, был организован испытательный пробег по маршруту Санкт-Петербург — Ораниенбаум — Венки, а также пробные стрельбы в Ораниенбаумской стрелковой школе. Результаты испытаний были признаны в целом обнадёживающими. Специальная комиссия Военного ведомства признала бронеавтомобиль вполне пригодным для разведки, связи, борьбы с конницей, а также для преследования отступающего противника. Впрочем, военные нашли и ряд серьёзных технических недостатков новой машины — в частности, отмечалась громоздкость и большая масса машины, низкие показатели манёвренности и проходимости, недостатки вооружения и прочее. В результате, комиссия Военного ведомства сделала весьма осторожные выводы относительно нового оружия и констатировала, что в существующем виде броневик «не может быть допущен к приёму».
Князь Накашидзе на такой ответ отреагировал весьма стойко и «предпринял новое наступление», написав депешу напрямую начальнику Главного управления Генерального штаба генерал-лейтенанту Фёдору Фёдоровичу Палицину, которую последний и получил 14 июля 1906 года. Депеша, сочетавшая аргументированные доводы с откровенным давлением, смогла убедить Палицина санкционировать продолжение испытаний броневика. Было решено передать броневик в распоряжение штаба Красносельского лагерного сбора для применения его в ходе манёвров. Интересно, что все расходы, связанные с участием машины в манёврах, Накашидзе взял на себя.
До начала августа 1906 года броневик применялся в ходе манёвров. По итогам использования машины особая комиссия под председательством генерал-майора Розеншильд-Паулина сделала выводы, во многом аналогичные выводам первой комиссии, отметив как перспективность и полезность машины для армии, так и её технические недостатки. Собственно, такой ответ не сулил для броневика перспектив быстрого принятия на вооружение, поэтому Накашидзе отправил на фирму «Шаррон» указания о модернизации образца, а готовый броневик решил попытаться пристроить в Министерство внутренних дел.

### Гибель
Свою идею использования бронеавтомобиля в полицейских целях Накашидзе решил представить лично председателю совета министров (а ранее — министру внутренних дел) Российской империи Петру Аркадьевичу Столыпину. Князь записался на приём к премьер-министру, принимавшему просителей на собственной даче на Аптекарском острове, во второй половине дня 12 августа 1906 года. По роковому совпадению, именно в этот день и именно в то время, пока князь Накашидзе ожидал приёма, на даче прогремел взрыв, разворотивший пол-здания, убивший три десятка человек и ранивший ещё семьдесят. Взрыв являлся террористическим актом, организованным эсерами-максималистами с целью убийства Столыпина. Сам премьер-министр при этом не получил ни одной царапины, а вот в числе погибших оказался и князь Михаил Александрович Накашидзе. В докладной записке товарища министра внутренних дел значилось, что «вместе с ним погибли все чертежи, планы, договоры с французской автомобильной компанией и прочие документы, относящиеся к его изобретению».
По случаю гибели Накашидзе газета «Русское слово» писала:

Из числа жертв взрыва на даче председателя совета министров П. А. Столыпина штаб-ротмистр запаса гвардии князь Михаил Александрович Накашидзе, изобретатель того бронированного боевого пулемётного мотора, о котором недавно писалось на столбцах нашей газеты.— «Русское слово», 27 (14) августа 1906 года